# Barrex
Barrex, auch Barrecis (eventuell „der Höchste“), ist der Name einer keltischen Gottheit, die in Nordengland verehrt wurde. Die Interpretatio Romana stellt ihn mit Mars gleich.
Mars Barrex ist in einer einzigen Weiheinschrift aus Carlisle am römischen Hadrianswall belegt (The Roman Inscriptions of Britain (RIB) 947).